# Amadeo Novoa
Amadeo Novoa  (Buenos Aires, Argentina, 1916 - Ibídem, 1977 fue un actor de teatro, cine, radio y televisión argentino.

## Carrera profesional
Tuvo gran repercusión en Radio Belgrano en 1953 en el ciclo Radioteatro Sadima, en el que protagonizó junto a Patricia Castell, entre otras obras, Una luz en el desierto, Dos mujeres y un puritano y Tres pisos y una escalera.
En 1954 actuó en la obra teatral La cabalgata del tango, de Antonio de Bassi en el Teatro Argentino. En 1957 en el Teatro Ateneo actuó junto a Angélica López Gamio, Soledad Marco e Hilda Rey en Esquina peligrosa de J. B. Priestley y en  la compañía de Maruja Gil Quesada en Extraño equipaje en Mar del Plata y en el Teatro Ateneo.

En 1963 actuó en Un ruiseñor cantaba, dirigido por Miguel de Calazans en el Teatro Florida.
Fue galardonado  como el Premio Cóndor de Plata al mejor actor de reparto por su trabajo en La maja de los cantares (1946) y en 1958 integró el reparto de Las apariencias engañan realizando una de sus mejores actuaciones como actor soporte.
Falleció en 1977.

## Filmografía
Actor
- Dos quijotes sobre ruedas   (1966)
- Testigo para un crimen   (1963) …Marcelino Ricci
- Dr. Cándido Pérez, Sras.   (1962)
- Las apariencias engañan   (1958)
- El hermoso Brummel   (1951)
- Por ellos... todo   (1948)
- Albéniz   (1947)
- La copla de la Dolores   (1947)
- La maja de los cantares   (1946)

## Televisión
- Los premios Nobel  (1958) miniserie